# Chtiononetes
Chtiononetes é um gênero de aranhas da família Linyphiidae descrito em 1993.